# Agrypnia ulmeri
Agrypnia ulmeri is een schietmot uit de familie Phryganeidae. De soort komt voor in het Palearctisch gebied.